# عاموس لافي
عاموس لافي (بالعبرية: עמוס לביא‏) هو ممثل إسرائيلي، ولد في 1953 في ليبيا، وتوفي في 9 نوفمبر 2010 بتل أبيب في إسرائيل بسبب سرطان الرئة.

## أعمال

### أفلام
- (1998)  الإنسان المشحون
- (2003) أليلا
- (2005) ميونخ[3]
- (2008) شجرة ليمون[4][5]

## وصلات خارجية
- عاموس لافي على موقع IMDb (الإنجليزية)
- عاموس لافي على موقع ألو سيني (الفرنسية)
- عاموس لافي على موقع ألو سيني (الفرنسية)
- عاموس لافي على موقع أول موفي (الإنجليزية)
- عاموس لافي على موقع قاعدة بيانات الأفلام السويدية (السويدية)
- عاموس لافي على موقع قاعدة بيانات الفيلم (الإنجليزية)
- عاموس لافي على موقع كينوبويسك (الروسية)